# Флаг Западного административного округа
Флаг За́падного администрати́вного о́круга города Москвы Российской Федерации.
Флаг утверждён Указом  Мэра Москвы от 03.04.2002 N 17-УМ и внесён в Геральдический реестр города Москвы с присвоением регистрационного номера ?.

## Описание
«Флаг Западного административного округа представляет собой прямоугольное полотнище голубого цвета с соотношением ширины к длине как 2:3.
В центре полотнища — белая триумфальная арка с чёрными украшениями, габаритные размеры которой составляют 3/4 длины и 7/15 ширины полотнища флага».

## Обоснование символики
Белая триумфальная арка символизирует победы российского оружия в Отечественных войнах 1812 года и 1941—1945 годов, которым посвящены находящиеся на территории округа Бородинская панорама и музейный комплекс на Поклонной горе. Триумфальная арка, воздвигнутая в память победы в Отечественной войне 1812 года, украшает главную магистраль округа — Кутузовский проспект.
Голубой цвет полотнища символизирует экологическую чистоту округа.

## См. также

Флаги внутригородских муниципальных образований в Западном административном округе
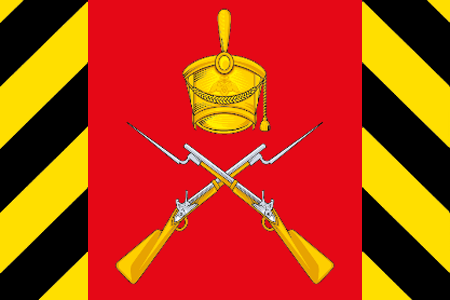
Дорогомилово
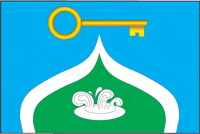
Крылатское
Кунцево
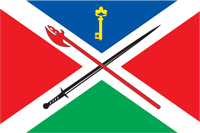
Можайское
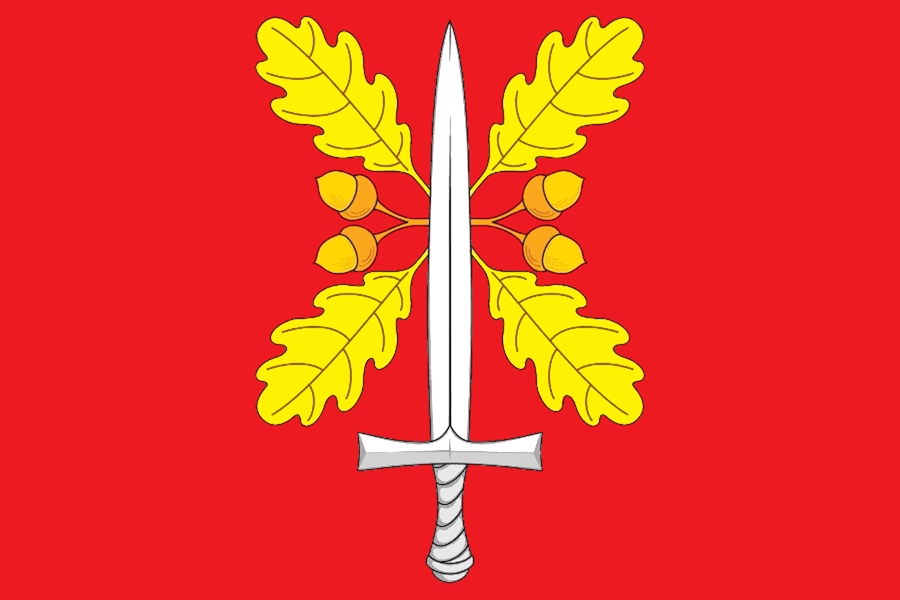
Ново-Переделкино
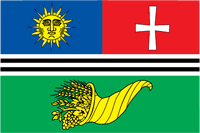
Очаково-Матвеевское
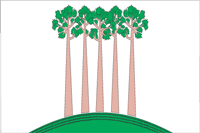
Проспект Вернадского
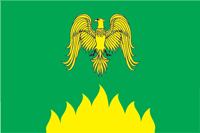
Раменки
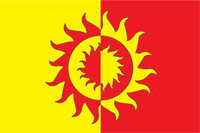
Солнцево
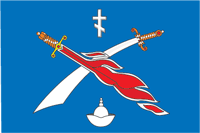
Тропарёво-Никулино
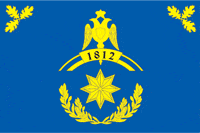
Филёвский Парк
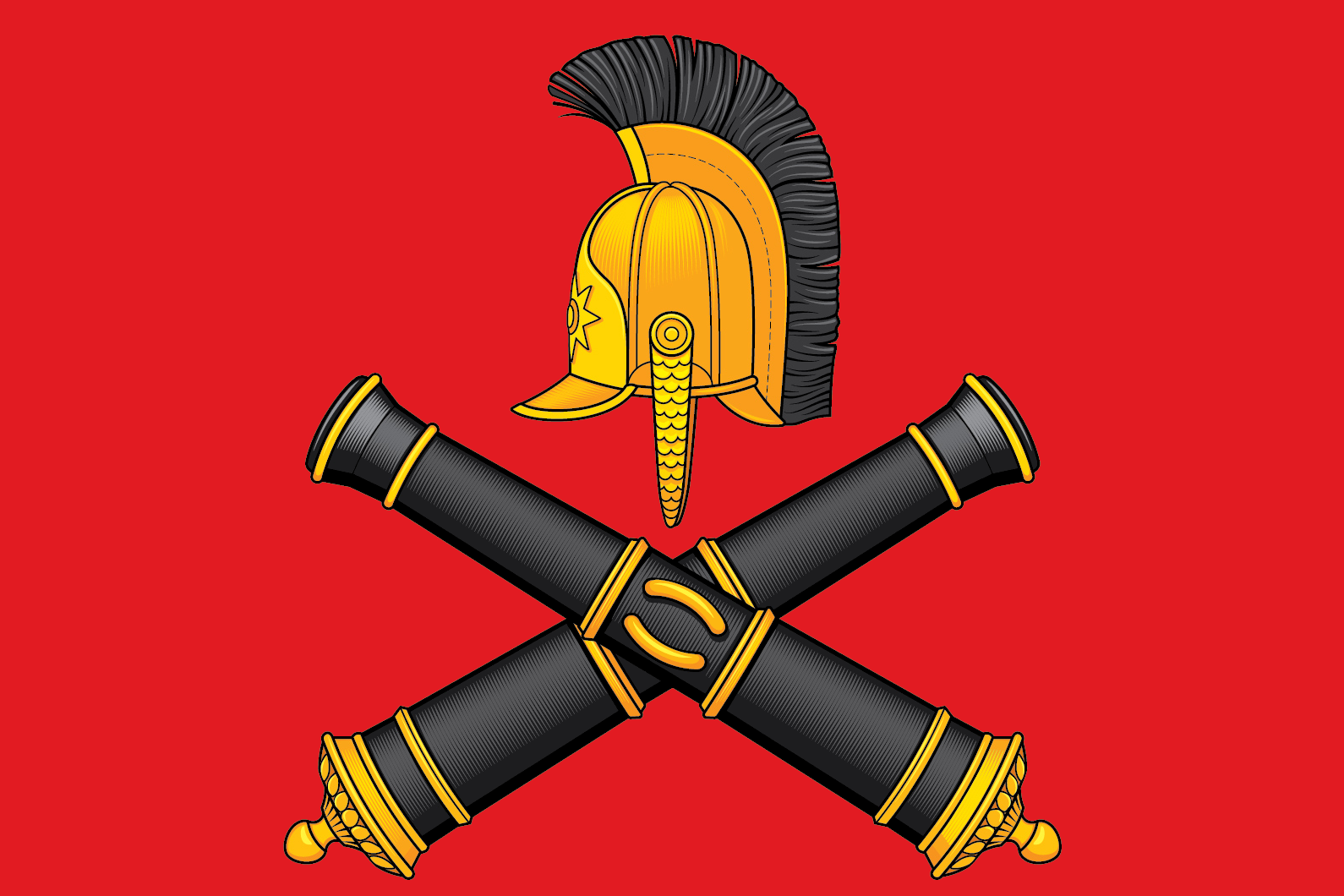
Фили-Давыдково